# Pavone (torrente)
Il Pavone è un torrente toscano che nasce in provincia di Grosseto ma scorre principalmente nella parte meridionale della provincia di Pisa, gettandosi nel fiume Cecina, di cui è affluente di sinistra, al confine meridionale della foresta di Berignone.

## Il percorso
Il torrente nasce sul fianco occidentale del Poggio di Montieri e scorre per pochi chilometri in direzione ovest, piegando prima a nord-ovest e poi decisivamente a nord, da questo punto riducendo la ripidità ma mantenendo sempre un corso veloce fino alla foce.
Il bacino del torrente comprende alcuni dei territori più isolati della Toscana, con un basso livello di antropizzazione; il centro abitato più importante che si trova nelle vicinanze dal percorso è Castelnuovo di Val di Cecina che comunque dista circa un chilometro dal letto del fiume. Nel bacino non sono presenti insediamenti industriali o artigianali rilevanti.
La lunghezza complessiva del Pavone è di 29 chilometri per un dislivello di circa 780 metri.